# 王俠軍
王俠軍（英語：Heinrich Wang，1953年5月5日—）。出生於印尼萬鴉老，祖籍海南，是著名的台灣藝術家及文化創意產業創業家。畢業於世新大學電影科系。

## 生平
在34歲以前從事廣告企劃，曾擔任玉卿嫂等多部電影的美術設計，並擔任演員及導演等。而後憑著一股對美的執著與理想，毅然放下電影圈的工作，赴美國底特律創意設計學院研習水晶玻璃以及瓷器創作。1988年，帶著電影工作夥伴張毅、楊惠姍共同創立台灣第一個玻璃藝術工作室「琉璃工房」，負責創作及技藝傳授。1994年離開「琉璃工房」，同年成立「琉園」，將台灣玻璃藝術從創意技術突破、量產，帶領至成為象徵國家榮耀的國際級精品品牌。琉園經過多年努力，成為台灣第一家文化創意產業的上櫃公司，並於1999年打造華人第一家水晶玻璃博物館。
基於對美的嚮往和在白瓷製造技術有所突破的期盼下，歷經3年多的潛心研究，丟棄數十噸失敗瓷土，以「不僅最好，更要唯一」的期許，克服了瓷土高溫瓷化時，收縮龜裂、軟化變形的工藝問題，而突破了自東漢末年瓷器發展1800年以來器皿形制的窠臼，為古典華麗優雅的瓷器基因，注入了時代俐落剛健的時代風格。

## 經歷
- 1953年 出生
- 1975年 畢業於世新大學電影科系。
- 1986年 從事攝影、設計、廣告、電影演員、導演等。
- 1987年 赴美國底特律創意設計學院(C.C.S)研習，開始創作玻璃與瓷器設計。
- 1988年 回國引進工作室玻璃藝術運動，成立第一家玻璃工作室，開始創作並傳授技藝。
- 1988年 自美返台與張毅、楊惠姍共同創立第一個玻璃工作室琉璃工房，負責設計與監製。
- 1989年 獲頒台灣手工藝研究所評選年度最優獎。
- 1992年 玻璃藝術於日本東京、大阪、橫濱、神戶、福岡、高松與新潟等地展覽。
- 1993年 於北京故宮博物院展覽三個月，七件作品獲永久收藏，為該院收藏第一人。
- 1994年 成立福羊設計公司，開始從事餐瓷、金工及家具設計。琉園成立；作品先後為北京故宮及臺北歷史博物館、墨西哥Museodel Vidrio博物館、美國康寧玻璃動博物館...各國典藏。
- 1994年 應美國玻璃協會Glass Art Society, G.A.S.邀請演講，推崇為台灣玻璃藝術代表。
- 1995年 協助舉辦第一屆竹塹國際玻璃藝術節，引進國際玻璃藝術作品與大師講座。「竹籬笆的回憶——王俠軍家具展」展出令人驚豔的餐具、花器與家具；應邀至美國芝加哥、日本東京及臺北故宮現代館展覽。
- 1996年 應日本政府之邀為阪神大地震設計精神象徵物「浴火鳳凰」，並永久陳列於震央地淡路島洲本市Museum Park Alfabia。[2]
- 1996年 玻璃作品「四季」獲英國維多利亞與亞伯特博物館典藏。
- 1996年 協助朝陽技術學院工業設計技術系成立玻璃工房，並應邀為該系講師，成為台灣第一位將玻璃教育引進大專院校者。
- 1997年 獲第五屆「文化藝術薪傳獎」民俗工藝獎。
- 1997年 日本高山美術館典藏作品「安寧的間隔」，並將王俠軍與日本文化勳章得主藤田喬平（日语：藤田喬平）、美國戴爾·奇胡利並列為世界三大玻璃名家。
- 1998年 成立中華玻璃藝術協會，舉辦國際玻璃藝術探險營，推動玻璃藝術教育。
- 1999年 應邀至北京中國歷史博物館舉行「京華風采-天圓地方」個展，其中十六件作品榮獲典藏。並應邀創作20世紀華人精神跨世紀之作——「千禧龍」。
- 1999年 應邀赴紐約、巴黎等國舉辦「歡喜自在」海外巡迴展。
- 1999年 於關渡創立華人第一所玻璃博物館成立「琉園水晶玻璃博物館」，致力於推廣玻璃藝術教育、展覽研究與國際交流。
- 2000年 玻璃藝術作品「千禧龍-圓融」先後為北京中國國家博物館及台北國立歷史博物館典藏。「無邊」獲墨西哥Museo del Vidrio（西班牙语：Museo del Vidrio）博物館收藏。
- 2001年 作品《躍馬中原》獲美國康寧玻璃博物館典藏。
- 2002年 「琉園」以tittot品牌之名，入選於德國法蘭克福展永久館，是兩岸三地第一個列世界知名水晶品牌之林。
- 2003年 「琉園」正式掛牌上櫃，成為台灣第一家上櫃成功的文化創意產業。
- 2003年 瓷器品牌「八方新氣」誕生，開始接續瓷器創作的熱情與願望。
- 2004年 以脫蠟鑄造技法，表現大湖石與盆栽透漏，而挑戰完成二十餘件的「風光」系列玻璃作品，應邀於日本上野之森美術館The Ueno Royal Museum與北京中國美術館等地巡迴展出。
- 2005年 王俠軍獲頒馬爹利非凡人物藝術獎。11月以「王俠軍的新大陸—瓷航」為題於台北福華飯店正式展出。
- 2006年 7月於八方新氣第一家仁愛旗艦店中呈現作品。
- 2006年 應邀至香港浸信會大學視覺藝術學院開設玻璃課程。
- 2007年 12月 發表「站相」系列作品，開展中國瓷器21世紀新風貌。
- 2008年 1月「站相」系列作品於各藝廊展出。
- 2009年 作品「祥龍獻瑞」獲美國國會圖書館典藏。
- 2009年 「鳳鳴」系列作品獲國立歷史博物館典藏，王俠軍為該館收藏的第一位當代藝術家。
- 2009年 作品「祥龍獻瑞」、「日月明」獲國立傳統藝術中心典藏。
- 2009年 於美國紐約Moss Gallery（英语：Murray Moss）舉行個展。
- 2009年 出版《美學時光-王俠軍的文創原型》一書。
- 2010年 榮獲安永會計師事務所頒發的「安永創業家大獎」。
- 2010年 應邀赴日本展開為期一年的巡迴展覽「大器完成」。
- 2011年 榮獲國際「扶輪職業成就金輪獎」。
- 2011年 為「總統文化獎」設計製作獎座「典範」。
- 2011年 應台中市長胡志強邀請，設計該市第一枚市鑰《開得了》，致贈國際流行音樂天后Lady Gaga。作品「必勝」獲Lady Gaga收藏。
- 2011年 臺北市政府市長郝龍斌贈送作品「自在自得」至海基會董事長江丙坤。
- 2012年 與國立故宮博物院合作，推出「清香」系列作品。
- 2012年 應邀赴義大利米蘭三年展中心（英语：Triennale di Milano）舉辦「明白」個展。
- 2012年 受邀至法國巴黎羅浮宮博物館展出作品「英姿」及「祥龍獻瑞」。
- 2012年 為中國國窖瀘州老窖設計全球限量六件的白瓷酒器「風生水起」。
- 2013年 受邀參加法蘭克福消費用品展。
- 2013年 受義大利文藝復興百貨邀請，於米蘭家飾展週期間，以首家華人品牌身分在該百貨展出。
- 2013年 以「中華瓷器文化復興者」，榮登中國國務院編撰出版的《華人智造者》，與貝聿銘、李安等，同列為50位站上世界舞臺的華人創新創意領袖。
- 2014年 八方新氣日本東京「南青山旗艦店」開幕。
- 2015年 作品「三多九如」、「祥龍獻瑞」於北京北京保利拍賣十周年秋拍成交。
- 2015年 出版《明白學：給困在職場中的創意人的八個備忘錄》一書。
- 2016年 受邀約於「北京恭王府」舉辦“八方新氣—王俠軍新瓷作品展”。
- 2017年 獲聯合國際學院UIC頒贈榮譽院士。
- 2018年 個展「觀遠：白色視角」於鳳甲美術館展出。
- 2018年 出版《俠骨柔情: 匠人心安理得的美學與實踐心法》一書。
- 2018年 受邀至上海中心大廈(38樓)-寶庫匠心館展覽。
- 2018年 榮獲Taiwan Tatler 頒贈『年度藝術成就』獎。
- 2019年 受邀至上海市歷史博物館舉辦“千秋吉象—王俠軍瓷器展”。
- 2020年 白瓷作品「大中至和」、「大中至和」、「大中至和」獲國立臺灣工藝研究發展中心典藏[3]。
- 2021年 個展「明明白白–白瓷觀點」於國立臺灣工藝研究發展中心臺北當代工藝設計分館展出[4]。

## 電影作品
- 1977年，《微笑》，場記。
- 1982年，《1905年的冬季》，演員。
- 1983年，《野雀高飛》，演員。
- 1984年，《霧裡的笛聲》，演員。
- 1984年，《玉卿嫂》，美術指導。
- 1985年，《我這樣過了一生》，美術指導。
- 1986年，《我兒漢生》，美術指導。
- 1986年，《我的愛》，演員。
- 1987年，《大海計劃》，導演。

## 外部連結
- 王俠軍：每件玻璃都在體現文化承載感.中国玻璃人才网
- 台灣光華雜誌 （页面存档备份，存于）
- 美國康寧玻璃博物館 （页面存档备份，存于）
- Moss Gallery王俠軍個展 （页面存档备份，存于）
- 米蘭三年展中心王俠軍“明白”個展[永久]
- YouTube上的王俠軍，八方新氣，瀘州老窖聯手推出頂級白酒酒器『風生水起』
- Hsia-Chun Wang在互联网电影资料库（IMDb）上的資料（英文）
- Shya-Jun Wang在互联网电影资料库（IMDb）上的資料（英文）
- 王俠軍在香港影庫上的簡介
- 王俠君在香港影庫上的簡介
- 王俠軍在豆瓣上的资料（简体中文）
- 王侠君在时光网上的簡介（简体中文）
- 王俠軍在时光网上的簡介（简体中文）

### 引用文獻
1. ↑   (doc). 文化創意產業的發展趨勢與創業投資研討會. 中華民國金融監督管理委員會. 2012年7月19日  [2020年9月14日]. （原始内容存档于2019年11月10日）.
2. ↑  . 琉園雜誌. 1996年10月5日.[永久]
3. ↑  .   [2023-04-27]. （原始内容存档于2020-08-19）.
4. ↑  DFUN. . DFUN. 2021-08-19  [2023-04-27]. （原始内容存档于2023-04-30） （中文（臺灣））.